# Пахипанхакс
Пахипанхакс (Pachypanchax) — африканський рід яйцекладних коропозубоподібних з родини аплохейлових (Aplocheilidae).
Назва Pachypanchax походить від грецького παχύς, що означає «товстий», та назви роду Panchax (синонім Aplocheilus), тобто йдеться про риб, схожих на аплохейлусів, але товщих за них.

## Склад
Рід Пахипанхакс включає 7 видів, 6 з яких є ендеміками Мадагаскару, а ще один походить з Сейшельських островів:
- Pachypanchax arnoulti  Loiselle, 2006; 5,88 см; західний Мадагаскар;
- Pachypanchax omalonotus  (Duméril, 1861); 9,5 см; північно-західний Мадагаскар;
- Pachypanchax patriciae  Loiselle, 2006; 5,18 см; північно-західний Мадагаскар;
- Pachypanchax playfairii  (Günther, 1866); 10 см; Сейшельські острови;
- Pachypanchax sakaramyi  (Holly, 1928); 9 см; північний Мадагаскар;
- Pachypanchax sparksorum  Loiselle, 2006; 5,53 см; західний Мадагаскар;
- Pachypanchax varatraza  Loiselle, 2006; 6,8 см; північно-східний Мадагаскар.

Ще існує приблизно 10 неописаних видів.
Остаточно невизначеною є позиція виду, описаного під назвою Poecilia nuchimaculata  Guichenot, 1866 і відомого лише за одним типовим зразком. За морфометричними та меристичними ознаками він належить до роду Pachypanchax, але відсутність точних даних про місце походження та додаткових зразків не дозволяє точно ідентифікувати його. Зазвичай назва Pachypanchax nuchimaculata  (Guichenot, 1866) вважається синонімом Pachypanchax omalonotus  (Duméril, 1861).

## Філогенетичні зв'язки
Морфологічні та молекулярні дані свідчать про близьку спорідненість між родами Pachypanchax та Aplocheilus. Разом вони утворюють монофілетичну групу й складають родину аплохейлових (Aplocheiliidae). На філогенетичному дереві підряду аплохейловидних (Aplocheiloidei) родина аплохейлових займає базальну позицію й утворює сестринську кладу до африканських представників родини нотобранхових (Nothobranchiidae). Клади Pachypanchax та Aplocheilus також є сестринськими.
Характерно, що аплохейлуси водяться в Індії та Південно-Східна Азії, тоді як на території континентальної Африки пахипанхакси не мають близьких родичів. Така ситуація пояснюється етапами розпаду стародавнього суперконтиненту Гондвана. Мадагаскар, Сейшельські острови та Індія відокремилися від Африки ще на ранній стадії цього процесу — в юрський період (приблизно 200—150 мільйонів років тому). Натомість Індія та Мадагаскар розкололися значно пізніше, під час раннього третинного періоду (приблизно 60 мільйонів років тому).

## Опис
Представники роду Pachypanchax — це невеликі рибки, їхній максимальний розмір становить 10 см стандартної (без хвостового плавця) довжини, а зазвичай вони бувають меншими. Тіло веретеноподібне за формою, відносно коротке й приземкувате, трохи стиснуте з боків. За пропорціями пахипанхакси становлять перехідний тип між родами Nothobranchius та Aplocheilus. Верхня поверхня голови та спини сплощена.
Морда широка й округла. Рот верхній, нижня щелепа довша за верхню. Щелепи мають один ряд великих конічних зубів. Верхня щелепа відносно нерухома. Наявна одна пара трубчастих ніздрів. Зяброві тичинки короткі, розташовані на зовнішній стороні першої дуги.
Пахипанхакси мають короткі, але потужні округлої форми плавці та сильне хвостове стебло. Спинний плавець посунутий далеко назад. Дві третини хвостового плавця, що біля основи, вкриті лусками. Луски на тілі ктеноїдні (зубчасті або гребінчасті).
Існують помітні статеві відмінності за формою та забарвленням.

## Поширення
Більшість представників роду поширені на острові Мадагаскар, переважно в його західній частині. Батьківщиною Pachypanchax playfairii є так звані гранітні Сейшельські острови. Цей вид був інтродукований на острові Занзібар, звідки 1924 року був завезений до акваріумів Європи. Немає жодних підтверджених свідчень присутності пахипанхаксів у континентальній частині Східної Африки.

## Спосіб життя
Прісноводні риби, Pachypanchax playfairii мешкає також у солонуватих водах.
Тримаються переважно біля поверхні води. Добре стрибають, що дозволяє їм полювати комах, які літають над поверхнею води.
Не належать до числа сезонних видів, ікра розвивається без діапаузи. Ікринки прилипають до рослин.

## Утримання в акваріумі
Представники роду не отримали популярності як акваріумні риби. В неволі живуть по декілька років.